# Vienne-en-Val
Vienne-en-Val – miejscowość i gmina we Francji, w Regionie Centralnym, w departamencie Loiret.
Według danych na rok 1990 gminę zamieszkiwało 1481 osób, a gęstość zaludnienia wynosiła 41 osób/km² (wśród 1842 gmin Regionu Centralnego Vienne-en-Val plasuje się na 267. miejscu pod względem liczby ludności, natomiast pod względem powierzchni na miejscu 226.).